# Кастильо Армас, Карлос
Ка́рлос Касти́льо А́рмас (исп. Carlos Castillo Armas; 14 ноября 1914 — 26 июля 1957) — президент Гватемалы с 1954 по 1957 год, захвативший власть в результате военного переворота. Отметился демонтажом завоеваний Гватемальской революции и репрессиями.

## Биография
Родился в семье землевладельца. Полковник по званию, прошедший двухлетнее обучение в командно-штабном колледже армии США в Форт-Ливенуэрте, штат Канзас. Пришёл к власти после свержения Хакобо Арбенса в 1954 году. 18 июня 1954 года при поддержке США начал вторжение в Гватемалу со стороны Гондураса. 27 июня Арбенс подал в отставку, временным главой страны стал Энрике Диас, заявивший, что продолжит борьбу против повстанцев. 8 июля Армас становится главой государства. С 1 сентября 1954 года — президент.
Придя к власти, он вернул земли компании «Юнайтед фрут» (изъятые правительством Арбенса в пользу крестьян) и предоставил новые концессии, отменил поправки к закону 1947 года, дающие дополнительные права рабочим и профсоюзам. Новая власть отстранила неграмотных от участия в выборах: около 70% населения страны, почти все индейцы, были лишены избирательных прав.
Армас развернул в стране массовые репрессии, было объявлено об аресте четырёх тысяч человек, подозревавшихся в «коммунистической деятельности». В августе был принят закон о борьбе с коммунизмом, был образован Комитет защиты от коммунизма, наделённый широкими правами. Комитет проводил заседания за закрытыми дверьми и был вправе объявить любого гражданина коммунистом без права обжалования. Люди, взятые комитетом на учёт, могли произвольно подвергаться арестам на срок до шести месяцев, им запрещалось иметь радиоприёмники и работать в государственных, муниципальных и общественных учреждениях. В последующие четыре месяца власти зарегистрировали 72 тысячи человек, которые были объявлены коммунистами или симпатизирующими.
В 1956 в стране была принята новая конституция.
Застрелен 26 июля 1957 года дворцовым служащим сержантом Ромео Васкесом Санчесом, застрелившимся после этого. Его преемники не стали проводить расследование. Существуют разные версии убийства Армаса — заговор как противников Армаса в руководстве хунты, так и сторонников свергнутого президента Арбенса.